# Будинок на вулиці Саксаганського, 28
Будинок на вулиці Саксаганського, 28 — житловий будинок у Голосіївському районі міста Києва на вулиці Саксаганського. Має статус пам'ятки архітектури та містобудування.

## Історія
Зведений наприкінці XIX століття як прибутковий, на замовлення купця 1-ї гільдії Мошко Мордковича Юровського. Автором проекту став архітектор А.-Ф. Краусс.

## Опис
Будинок розташований на червоній лінії забудови вулиці, чотириповерховий із високим цокольним поверхом, цегляний, пофарбований. Перекриття пласкі, дах двосхилий, з бляшаним покриттям. У плані прямокутний із невеликим виступом чорних сходів на дворовому фасаді. У первісному плануванні на кожному поверсі симетрично розташовувалися по дві шестикімнатні квартири.
Головний фасад симетричний, оздоблений у стилі історизм із застосуванням цегляного та ліпленого декору. Центральна вісь, на якій розташований парадний вхід, виділена тривіконною розкріповкою із пластичним криволінійним завершенням. Аналогічні завершення мають одновіконні розкріповки на бічних осях. Вертикальну трьохосьову композицію фасаду підкреслюють аттики на осях, аркові вікна четвертого поверху та витончені напівколони коринфського ордера на рівні третього та четвертого поверхів. Вікна прямокутні, більшість увінчана простими замковими каменями, підвіконні тафлі прикрашені рослинним орнаментом, вікна четвертого поверху в розкріповках мають аркове напівциркульне завершення. Фасад рясно декорований рустом, пілястрами, орнаментами, профільованими міжповерховими гуртами, увінчується монументальним карнизом.
Будинок — один із найкращих зразків прибуткових будинків Києва кінця XIX ст., його архітектура вирізняється цілісністю та довершеністю мистецького вирішення.

## Видатні мешканці
У 1904—1907 роках у будинку мешкав Олександр Дмитрович Павловський — патолог, мікробіолог, хірург, у 1889—1912 роках — завідувач кафедри хірургічної патології й терапії медичного факультету Київського університету, у 1896—1909 роках — завідувач відділу сироваток Бактеріологічного інституту, за часів Першої світової війни — організатор і керівник Червоного Хреста в Києві. Цікаво, що це друга адреса О. Д. Павловського на вулиці Саксаганського: з кінця XIX століття до 1901 року він мешкав у будинку № 70 (не зберігся), а наприкінці 1910-х років і до своєї еміграції у 1919 році — у будинку № 41.

## Галерея

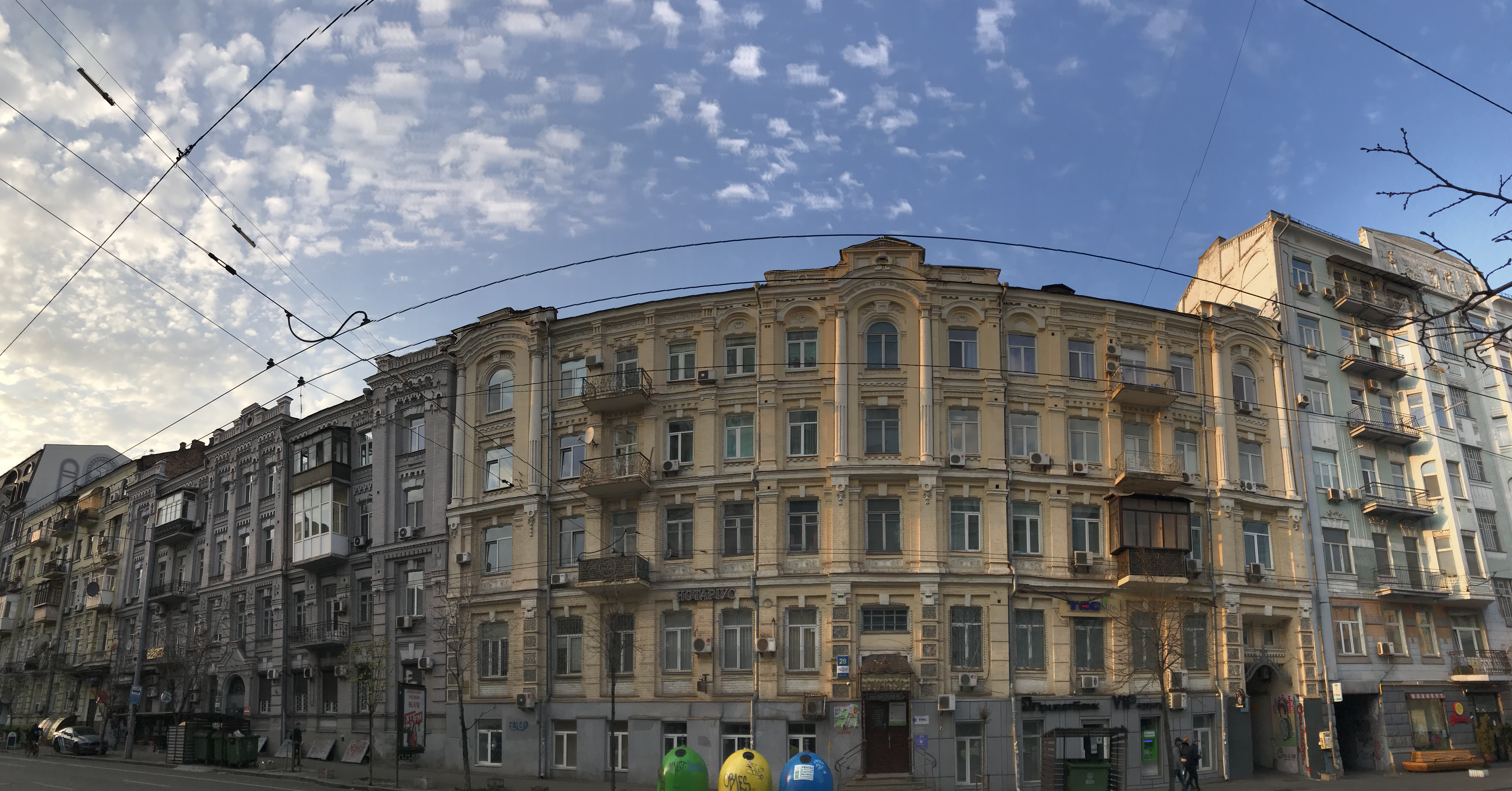
Панорама